# Oxyopes sunandae
Oxyopes sunandae är en spindelart som beskrevs av Benoy Krishna Tikader 1970. Oxyopes sunandae ingår i släktet Oxyopes och familjen lospindlar. Inga underarter finns listade i Catalogue of Life.